# 土方邦夫
土方 邦夫（ひじかた くにお、1943年9月12日 - 1997年5月18日）は、日本の機械工学者。元東京工業大学教授。元カリフォルニア大学バークレー校Springer卓越教授。日本機械学会熱工学部門長在任中急逝した。

## 人物・経歴
群馬県高崎市出身。1962年群馬県立高崎高等学校卒業。1966年東京工業大学理工学部機械工学科卒業。1971年東京工業大学大学院理工学研究科博士課程機械工学専攻修了、東京工業大学工学部機械物理工学科助手。1978年東京工業大学工学部機械物理工学科助教授。1982年カリフォルニア大学バークレー校研究員。森康夫（東京工業大学名誉教授）の研究室を継いで1987年東京工業大学工学部機械物理工学科教授。1991年日本伝熱学会総務担当副会長。1993年カリフォルニア大学バークレー校 Springer Distinguished Professor。世界的な業績をあげ、日本学術会議熱工学研究連絡委員会委員、科学技術庁の各種委員などを歴任し、1997年には日本機械学会熱工学部門長に就いたが、同年急性心不全のため急逝した。享年54。

## 受賞
- 1980年（昭和55年） 日本機械学会論文賞[2]
- 1984年（昭和59年） 日本機械学会論文賞[2]
- 1988年（昭和63年） 日本機械学会論文賞[2]
- 1993年（平成5年） 日本機械学会熱工学部門貢献賞[2]
- 1996年（平成8年） 日本伝熱学会賞[2]
- 1997年（平成9年） 日本機械学会熱工学部門永年功績賞[2]

## 著書
- 森康夫、土方邦夫『流れと熱の工学Ⅰ』共立出版 1976
- 森康夫、土方邦夫『流れと熱の工学Ⅱ』共立出版 1977
- 小竹進、土方邦夫『 パソコンで解く熱と流れ』丸善 1988
- KOTAKE Susumu, HIJIKATA Kunio, transleted by FUSEGI Toru "Numerical Simulations of Heat Transfer and Fluid Flow on a Personal Computer : Incorporating Simulation Programs on Diskette/Book and Disk" Elsevier Science Ltd 1993
- 土方邦夫（ソフトウェア作成を含め編集主幹）『伝熱ハンドブック : ソフト付き』丸善 1993
- 小竹進、土方邦夫、松本洋一郎『熱流体ハンドブック―現象と支配方程式』丸善 1994